# ERA Type G
 (signalé en mai 2025).
Si vous disposez d'ouvrages ou d'articles de référence ou si vous connaissez des sites web de qualité traitant du thème abordé ici, merci de compléter l'article en donnant les références utiles à sa vérifiabilité et en les liant à la section « Notes et références ».
- Archive Wikiwix
- Bing
- Cairn
- DuckDuckGo
- E. Universalis
- Gallica
- Google
- G. Books
- G. News
- G. Scholar
- Persée
- Qwant
- (zh) Baidu
- (ru) Yandex
- (wd) trouver des œuvres sur Wikidata

Chronologie des modèles (1952)
ERA Type A Aucun
La ERA Type G est une monoplace de Formule 2 pilotée par Stirling Moss lors de trois Grands Prix du championnat du monde de Formule 1 1952 (Belgique, Grande-Bretagne et Pays-Bas). C'est la dernière monoplace produite par ERA engagée en championnat du monde de Formule 1.

## Historique
La ERA Type G est une monoplace de Formule 2 pilotée, lors du championnat du monde de Formule 1 1952, par Stirling Moss au Grand Prix automobile de Belgique, de Grand Prix automobile de Grande-Bretagne et au Grand Prix des Pays-Bas. Qualifié respectivement aux dixième, seizième et dix-huitième place, il abandonne à chaque fois sur problème mécanique. 